# Néo-classicisme (musique)
Pour les articles homonymes, voir Néo-classique.

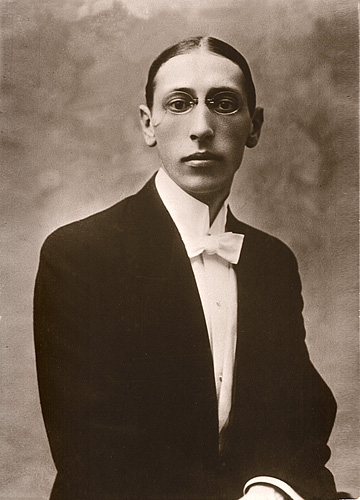
Igor Stravinsky

Le néo-classicisme ou néoclassicisme, en musique, est un mouvement ayant émergé à la sortie de la Première Guerre mondiale en réaction à l'impressionnisme, au romantisme et à l'expressionnisme. Ce mouvement fut particulièrement influent durant l'entre-deux-guerres. Il se caractérise d'une façon générale par une référence plus ou moins marquée à la tradition musicale occidentale, en renouant avec des procédés d'écriture anciens, aussi bien harmoniques que contrapuntiques.
Mais la référence à la tradition y est plus large que ne le laisse entendre le terme « néoclassique ». Son emploi recouvre, en effet, un ensemble hétéroclite d'approches musicales de l'entre-deux-guerres, ayant en commun de se référer aussi bien à la musique classique, à la musique baroque, qu'aux polyphonistes du Moyen Âge et de la Renaissance. Comme l'observent de nombreux musicologues, la désignation de « néoclassique » en musique reste souvent imprécise et ambiguë,,,. Le terme est souvent employé pour désigner des tendances stylistiques de l'époque parfois très différentes les unes des autres. Car, selon Christian Goubault, « il n'existe pas à proprement parler d'esthétique néo-classique commune ». La notion du néoclassicisme en musique pose donc de nombreuses difficultés de définition,.
Une grande partie des compositions qualifiées de « néoclassiques » se rattache à une écriture tonale tout en y ajoutant des éléments plus modernes tant au niveau harmonique (réutilisation d'éléments d'écriture modale et polytonale),, qu'au niveau orchestral. Mais certaines approches non-tonales, comme celles de l'École de Vienne, dans sa période dodécaphonique, ont également été associées au mouvement néoclassique,,,. Les œuvres de l'École de Vienne des années 1920 et 30 sont caractérisées en effet par un retour marqué au développement thématique, à l'écriture contrapuntique et aux anciens principes formels de la tradition.
Parmi les compositeurs les plus marquants de ce mouvement on peut citer Igor Stravinsky, Sergueï Prokofiev, Maurice Ravel, Ottorino Respighi, Francis Poulenc, Bohuslav Martinů, Aaron Copland, Paul Hindemith. Dans une acception plus générale de la notion de néoclassicisme, on peut aussi inclure des compositeurs comme Béla Bartók, Arnold Schönberg ou Erik Satie.

## Définition
Selon le musicologue Christian Accaoui, le terme « néoclassique » est apparu au XIXe siècle. Il avait alors « une nuance péjorative, celle d’un style froid sans vie, impersonnelle, académique ». Mais l'emploi s'est répandu surtout au XXe siècle pour désigner principalement un ensemble d'esthétiques musicales qui ont connu leur apogée durant l'entre-deux guerres,. Selon le musicologue Michel Faure, l'emploi spécifique du terme « néoclassique » pour désigner les musiques de cette période est apparu dans les années 1930 sous la plume du compositeur Edgard Varèse - terme qui était, là aussi, entendu au sens péjoratif. Mais avec le temps, le terme a perdu cette connotation péjorative originelle. Comme l’explique Faure :

« Tout aussi péjoratives étaient à l’origine les épithètes de « gothique », de « baroque », de « rococo », d’« impressionniste », de « cubiste » appliquées à certaines formes d’art. Et, depuis, toutes ont acquis leurs lettres de noblesse. Celle de néoclassique s’applique aujourd’hui, sans jugement de valeur […]. »

De nos jours, le mot « néoclassicisme » est souvent vu comme désignant un style bien défini en rapport avec les musiques des années 1920. Mais nombre de musicologues soulignent l'impossibilité d'en définir les contours stylistiques généraux et considèrent plutôt ce terme comme une catégorie fourre-tout imprécise regroupant des esthétiques très diverses,,,,,. Comme le souligne le musicologue Christian Goubault : « il n'y a pas à proprement parler d'esthétique néo-classique commune ». Accaoui insiste également sur ce point :

« Tant de compositeurs et d’œuvres furent rangés sous sa bannière que l’appellation n’a aujourd’hui plus grand sens, qu’elle est devenue un concept fourre-tout convoqué dès qu’il y a référence à l’antiquité ou au passé. »

À ce titre, la musicologue Marta Hyde illustre cette ambiguïté en citant la variété hétérogène de compositeurs que les historiens estiment représentatifs du néoclassicisme- compositeurs qui n'ont souvent que très peu de points communs : Stravinsky, Poulenc, Milhaud, Honegger, Strauss, Hindemith, Britten, Tippett, Bartok, Ravel (dans ses œuvres tardives), Schoenberg (dans sa période néoclassique), Debussy (dans ses œuvres tardives), Reger ou encore Prokofiev. Les musicologues s'en tiennent souvent donc à une définition large, consistant à voir le néoclassicisme comme un mouvement hétéroclite ayant en commun de se référer aux styles du passé, non pas seulement au classicisme viennois, mais aussi au baroque, à la musique de la Renaissance, du Moyen Âge, voire aux musiques du début du XIXe siècle comme Schubert. Nombre de ces musiques notamment chez Ravel, Milhaud et Stravinsky s'inspirent aussi du jazz. Comme le décrit Accaoui :

« L’esthétique du divertissement des années 1920, [est] née également après la guerre, à un moment où il faut reconstruire et tirer des leçons des échecs, des excès[...]. Cocteau renvoie dos à dos le postromantisme et l’impressionnisme de Debussy. […] Son modèle est Satie, incarnant la simplicité et l’humour dans l’art. Il faut bien convenir que la musique du groupe des Six (composé de Milhaud, Poulenc, Honegger, Tailleferre, Auric et Durey) multiplie les références au passé sans qu’elles soient exclusivement classiques, et que cette association derrière un manifeste fut purement artificielle, et par là même la destinée à éclater. L’érotisme de Poulenc, son goût pour les ornements le situent davantage du côté rococo d’Antoine Watteau, de Jean-Honoré Fragonard ou de François Boucher que du côté du néoclassicisme. On trouve autant de références au baroque qu’au classicisme de Mozart. Certains musicologues embarrassés ont ainsi eu recours à l’adjectif « néobaroque » pour désigner les œuvres incluant des références à Bach, ce qui n’a pas plus de sens. Que faire alors de l’influence déterminante du jazz ? Tandis que le classicisme des lumières était universaliste, le néoclassicisme de l’entre-deux guerres fut protéiforme : comment ranger sous une même étiquette le groupe des six, le Stravinsky de l’après-période russe et de l’avant-période sérielle (celui des « retour à ») Prokofiev, Falla, le Ravel du Tombeau de Couperin de la Sonatine et des deux concertos, Reger, Hindemith, Martinů ? Tout musicien faisant un retour même temporaire à une tonalité ou à une modalité trop affirmée, à des thèmes avec des cadences et une armure régulière, usant de formes anciennes (forme-sonate classique ou danse baroques) encourt ce qualificatif. Même les œuvres américaines de Bartók et de Schönberg n’y échappent pas. »

Ainsi pour le musicologue Makis Solomos :

« Deux définitions s'offrent, l'une reposant sur un critère atemporel, l'autre adoptant un point de vue historique. Selon la première, serait néoclassique toute œuvre qui, indépendamment de son ancrage historique, revient aux formes et aux techniques d'époques antérieures, notamment de l'époque classique, centrale à l'histoire de la musique tonale : c'est en ce sens que l'on parle couramment d'un Brahms néoclassique (indissociable, le plus souvent, du Brahms romantique). L'autre, [...] se limite au néoclassicisme historique. Dans ce sens, le mot désigne un mouvement musical qui détermine, en grande partie, les années 1920-30. La première utilisation du terme « néo- classique » pour nommer un mouvement artistique de ces deux décennies appartient aux arts plastiques. On parle de la période « néoclassique » de Picasso lorsque, vers le début des années 1920, celui-ci s'essaie aux portraits « précieux » à la manière d'Ingres (avec notamment sa série des Arlequin de 1923). Le mouvement semble se généraliser à la fin des années 1920 quand un impérieux besoin de « retour à l'ordre » - le « désordre » stigmatisant la modernité du fauvisme, de l’expressionnisme, du cubisme, du constructivisme, etc. - s'empare de plusieurs courants artistiques : le « Novecento » en Italie, la « Jeune Peinture Française » dans l'hexagone ou la « Nouvelle Objectivité » en Allemagne.
Retour à l'ordre : tel serait aussi, me semble-t-il, l'ambition la plus générale du néoclassicisme musical historique. En effet, ce dernier se présente d'abord comme une réaction à l'encontre des innovations de la première modernité musicale. »

Ce mouvement de « retour » a donc souvent été perçu comme un phénomène réactionnaire dans le monde artistique. Comme l'évoquent Accaoui, Solomos et Faure, le néoclassicisme fut assimilé par les avant-gardes à une démarche passéiste, antimoderne. Ainsi le philosophe Theodor Adorno, dans sa Philosophie de la nouvelle musique (1948) porte un regard sévère sur l'esthétique néoclassique, en particulier celle de Stravinsky, qu'il voit comme l'un des principaux acteurs d'une « restauration » (au sens politique du terme) par opposition aux esthétiques progressistes. De nombreux compositeurs d'avant-garde comme Varèse,, Messiaen, Boulez, ou Babitt ont été également très critiques vis-à-vis de ces musiques eu égard à leur caractère jugé conservateur. Accaoui reste toutefois dubitatif vis-à-vis de ce type de lecture politique de la musique, même s'il concède que la « triste récupération [du néoclassicisme] par les régimes fascistes a pu donner un temps raison à ses adversaires ». Inversement, les musicologues Michel Faure et Makis Solomos souscrivent à ces critiques et insistent sur le caractère profondément réactionnaire de ces musiques,,.

## Description
Le néoclassicisme a vu le jour en même temps qu'un retour général à des modèles rationnels dans les arts en réponse à la Première Guerre mondiale, qui aura engendré un courant de frilosité créatrice, en même temps qu'un puissant besoin de retour aux sources dans la civilisation occidentale, dans tous les arts. D'autre part, et dans le même temps, des formes plus petites, plus équilibrées et organisées furent privilégiés en réponse à la surenchère sentimentale du romantisme, conduisant même jusqu'au minimalisme.
Enfin, l'économie favorisait plutôt les petits ensembles. L'idée de faire « plus avec moins » devenait un impératif pratique.
Le néoclassicisme peut donc être vu comme une réaction contre la tendance prédominante du XIXe siècle, la musique romantique, qui allongeait les développements au détriment de la structure formelle et du souci de clarté des lignes, ce qui mettait en avant une toute nouvelle expressivité des sentiments, l'expression personnelle primant sur la construction, mais tendait à rompre des équilibres fondamentaux dans les œuvres. Le néoclassicisme revient aux formes équilibrées et aux techniques du classicisme historique de la seconde moitié du XVIIIe siècle et limite les aspects considérés comme des effusions sentimentales excessives.
Cependant, le néoclassicisme tire parti des ressources instrumentales modernes de l'orchestre symphonique, qui s'est largement agrandi au cours du XIXe siècle. Il a recours à une écriture harmonique plus complexe et plus moderne que celle du XVIIIe siècle, impliquant aussi bien le recours à la modalité aux accords de neuvième, onzième ou treizième, à la polytonalité ou encore aux modulations rapides aux tons éloignés et aux parcours tonals propres à créer la surprise. La notion de consonance y reste donc élargie, comme dans tous les courants de la musique moderne.

## Compositeurs marquants
Igor Stravinsky, Paul Hindemith, Sergueï Prokofiev, Maurice Ravel, Bohuslav Martinů, Darius Milhaud et Francis Poulenc sont cités comme les compositeurs les plus importants de ce courant. Des compositeurs comme Bartók, Satie et Schönberg, bien qu'ayant une approche stylistique assez différente des compositeurs précédemment cités, ont été également associés, à certains égards au néoclassicisme. Le ballet Parade d'Erik Satie de 1917 sera d'ailleurs souvent considéré comme l'un des tournants qui influencera l'essor de l'esthétique du groupe des six et du néoclassicisme français des années folles.
Igor Stravinsky fut sans doute l'instigateur de ce mouvement. Parmi les œuvres néoclassiques les plus marquantes de Stravinsky, on cite notamment son ballet Pulcinella, dans lequel il fait usage de nombreux thèmes qu'il pensait avoir emprunté à Giovanni Battista Pergolesi (il s'avèrera plus tard que bon nombre d'entre eux n'étaient pas de Pergolèse mais d'autres de ses contemporains), Apollon musagète dont le style emprunte aux musiques de cour de Jean-Baptiste Lully, ou son concerto Dumbarton Oaks inspiré des Concertos brandebourgeois de Jean-Sébastien Bach. Le néoclassicisme de Stravinsky culmina avec son opéra The Rake's Progress dont le livret fut écrit par le poète moderne Wystan Hugh Auden.
Paul Hindemith est une autre figure importante du néoclassicisme, dont l'opéra Mathis le peintre (1938) est représentatif de sa période néoclassique[réf. souhaitée].

### Liste des principaux compositeurs néoclassiques
- Jehan Alain
- Leonard Bernstein
- Nadia Boulanger
- Benjamin Britten
- Ferruccio Busoni
- Alfredo Casella
- Dmitri Chostakovitch
- Aaron Copland
- Maurice Duruflé
- Manuel de Falla
- Paul Hindemith
- Arthur Honegger
- Gian Francesco Malipiero
- Darius Milhaud
- Carl Orff
- Francis Poulenc
- Sergueï Prokofiev
- Maurice Ravel
- Ottorino Respighi
- Igor Stravinsky
- Heinrich Sutermeister

## Confusion du terme dans la musique populaire
Bien qu'il soit d'abord associé à la musique savante, le qualificatif de « néoclassique » appliqué à la musique prête parfois à confusion, car il est également employé dans un sens différent dans le contexte de la musique populaire — notamment le metal néo-classique et le courant de la musique gothique dit dark wave néo-classique —, des approches qui sont très différentes et qui n'ont pas de liens directs avec le mouvement historique.

### Ouvrages
- Theodor W. Adorno (trad. de l'allemand par Hans Hildenbrand et Alex Lindenberg), Philosophie de la nouvelle musique, Paris, Éditions Gallimard, coll. « Bibliothèque des Idées », 1962 (1re éd. 1948), 224 p. (ISBN 2070200264, présentation en ligne). .
- (en) Daniel Albright (ed.), Modernism and Music : An Anthology of Sources, Chicago, University of Chicago Press, 2004, 440 p. (ISBN 9780226012674, présentation en ligne).
- (de) Ferruccio Busoni, Von der Einheit der Musik, vol. 76, Berlin, Max Hesses Handbücher, coll. « Max Hesses Handbücher », 1922 (lire en ligne).
- Michel Faure, Du néoclassicisme musical dans la France du premier XXe siècle, Klincksieck, 1997, 384 p. (EAN 9782252030059). .
- (en) Charles Rosen, Arnold Schoenberg, vol. 29, Viking Press, coll. « Modern masters », 1975, 113 p. (ISBN 9780670019861), p. 70-73. .
- (en) Jim Samson, Music in Transition : A Study of Tonal Expansion and Atonality, 1900-1920, New York, W.W. Norton & Company, 1977, 256 p. (ISBN 0-393-02193-9).
- Igor Stravinsky et Myriam Soumagnac (ed.), Poétique musicale, Paris, Flammarion, coll. « Harmoniques », 9 novembre 2011 (1re éd. 1939), 192 p. (ISBN 9782081272149, présentation en ligne, lire en ligne).

### Chapitres
- Christian Accaoui (dir.) et al., « Néoclassicisme », dans Élements d'esthétique musicale : Notions, formes et styles en musique, Actes Sud/Cité de la musique, 2011, 800 p. (ISBN 978-2-7427-9601-4, présentation en ligne), p. 426-430. .
- (en) Denis Arnold, « Neoclassicism », dans The New Oxford Companion, vol. 2, 1983, p. 1235. .
- Michel Faure (préf. Pascal Ory), « Le néoclassicisme musical, une esthétique de crise ? », dans L'influence de la société sur la musique : Analyse d’œuvres musicales à la lumière des sensibilités collectives, Paris, Éditions L'Harmattan, coll. « Univers musical », 2008, 270 p. (ISBN 978-2-296-04980-2, présentation en ligne), p. 173–194. .
- Christian Goubault, « Néo-classicisme », dans Vocabulaire de la musique à l'aube du XXe siècle, Paris, Minerve, 2000, 237 p. (ISBN 978-2869310902), p. 131-133. .
- (en) Scott Messing (dir.), « Polemic as History : the case of Neoclassicism », dans Harvard Dictionary of Music (en), Cambridge, Harvard University Press, 2003, p. 557. .
- (en) Don Michael Randel (dir.), « Neoclassicism », dans Harvard Dictionary of Music (en), Cambridge, Harvard University Press, 2003, p. 556-557. .
- (en) Stanley Sadie (dir.), « Neoclassicism », dans The new Grove dictionary of Music and Musicians, t. 13, Londres, 1980, p. 104-105. .

### Articles
- (en) Martha Hyde, « Neoclassic and Anachronistic Impulses in Twentieth-Century Music », Music Theory Spectrum, vol. 18, no 2,‎ 1996, p. 200–235 (DOI 10.2307/746024). .
- Makis Solomos, « Néoclassicisme et postmodernisme : deux antimodernismes », Musurgia, dossiers d'analyse, vol. V, nos 3/4,‎ 1998 (lire en ligne). .
- Gianfranco Vinay, « Stravinsky-Balanchine et le néoclassicisme « constructiviste » », Repères, cahier de danse, no 20,‎ 2007 (DOI 10.3917/reper.020.0007). .